# Aulacorthum kerriae
Aulacorthum kerriae är en insektsart. Aulacorthum kerriae ingår i släktet Aulacorthum och familjen långrörsbladlöss. Inga underarter finns listade i Catalogue of Life.